# Groupement de soutien de la base de défense de Guyane
Le groupement de soutien de la base de défense de Guyane (GSBdD Guyane) est un organisme militaire interarmées du service du commissariat des armées créé le 1er janvier 2011. Son rôle est de soutenir dans le domaine de l'administration générale et du soutien courant, toutes les unités militaires des forces armées en Guyane.
Son état-major, est depuis septembre 2011 situé au sein du quartier de La Madeleine, sur la commune de Cayenne.

## Organisation
La Direction du commissariat d’outre-mer (DICOM) et Groupement de soutien de la base de défense de Guyane (GSBdD Guyane) est une entité qui résulte de l'intégration des attributions de la DICOM et du Groupement de Soutien (GS) sous un même commandement. Cette fusion permet au GSBdD d'exercer à la fois des attributions de niveau local et de niveau intermédiaire.
L'organisation du commissariat de l'Armée de terre en Guyane a connu plusieurs évolutions au fil des années. De 1984 à 1992, le commissariat de l'armée de terre de Cayenne était sous la responsabilité de la direction du commissariat de l'armée de terre des Antilles-Guyane à Fort-de-France. Cependant, en raison de l'autonomie croissante des forces armées en Guyane par rapport aux forces armées aux Antilles, une direction du commissariat de l'armée de terre a été créée à Cayenne en 1992.
Cette direction du commissariat a ensuite été transformée en direction des commissariats d'outre-mer en l'an 2000. Il s'agit d'un organisme à vocation interarmées relevant de l'armée de terre. À la suite de la création du service du commissariat des armées en 2010, cette direction a été renommée direction du commissariat d'outre-mer de Guyane (DICOM).
La DICOM de Guyane est principalement chargée d'exercer des fonctions financières en tant qu'ordonnateur secondaire, ainsi que des fonctions administratives en tant que représentant du pouvoir adjudicateur. Son rôle est essentiel dans la gestion financière et administrative des opérations militaires en Guyane.

## Missions
Le GSBdD de Guyane joue un rôle crucial dans le soutien logistique et administratif des forces armées en Guyane. Ses missions principales sont axées sur l'administration générale et le soutien commun (AGSC) au profit des formations et organismes du ministère des Armées.
La DICOM-GSBdD est organisé en une portion centrale basée à Cayenne, sur les emprises de la caserne Loubère, de la Madeleine, de Cabassou et de Berthelin-Journet. En plus de cette portion centrale, il comprend également trois antennes implantées à Kourou, Matoury et Dégrad des Cannes. Cette répartition géographique permet d'assurer une couverture logistique efficace sur l'ensemble du territoire guyanais.